# Arrivano gli uomini (пісня Адріано Челентано)
«Arrivano gli uomini» (укр. «Приїздять люди») — пісня італійського співака і кіноактора Адріано Челентано 1996 року.

## Про пісню
Пісня стала другим треком альбому Адріано Челентано «Arrivano gli uomini», він же був автором музики та тексту пісні. У записі пісні, вперше у творчості Челентано взяли участь американський гітарист Майкл Томпсон і аранжувальник Фіо Дзанотті. Для приспіву у заголовній пісні «Arrivano gli uomini», був залучений дитячий хор міста Мілан під керівництвом Лаури Маркори. Присутність дитячого хору зробило пісню особливістю у творчості Челентано. «Arrivano gli uomini» виконувалася наживо Челентано лише 1996 року, надалі пісня не увійшла до числа улюблених хітів співака й потрапила лише до збірки «Unicamente Celentano» (2006). Ймовірно, через комерційний провал альбому, до якого вона увійшла, попри велику рекламну кампанію співака на телебаченні.

## Тематика та стиль
Пісня виконана у року і вважається однією з «важких» у творчості Челентано. У ній Челентано скептично ставиться до людства, і вважає його загрозою планеті. Зокрема, це присутнє у таких її словах:
Я чую кроки, що наближаються, начебто
Якась загроза насувається на нас,
[...]
Можливо, ви не знаєте, що на планеті
Є істоти, що називаються люди.

## Телебачення
Челентано активно просував альбом «Arrivano gli uomini» у 1996 році на телебаченні, де він вперше з'явився як гість в телемережах «Fininvest» і «Mediaset». Для виконання на телебаченні він обрав менш гостросюжетні пісні альбому, зокрема, «Solo da un quarto d'ora» й оригінальну за складовою «Torno a settembre», яка була малозрозумілою для публіки. Тоді як заголовний трек альбому, «Arrivano gli uomini», Челентано представляв на телеканалі Rai 1 під час виступу, який передував трансляції анімаційного діснеївського фільму «Бембі». Під час цього виступу Челентано виконував пісню у супроводі дитячого хору, окрім цього, демонструвалися кадри бігу співака біля його маєтку разом з дітьми та різні документальні кадри, що стосувалися різних соціальних проблем. Також Челентано виконував пісні альбому на таких телепередачах, як «Il Boom» Тео Теоколі, у 34-хвилинному випуску передачі «Numero Uno» на Rai 1 з ведучим Піппо Баудо 8 травня, у 27-хвилинному випуску «Super» — передачі Амбри Анджоліні на Canale 5 30 червня. Диск також презентувався в Німеччині, куди Челентано був запрошений для виконання декількох пісень на місцевому телебаченні.

## Сингл
Пісня вийшла в Італії 1996 року як CD-сингл на власній студії Челентано «Clan Celentano» (74321 42358 2) та «BMG» (74321 42358 2). На синглі були присутні ще дві інші пісні з однойменного альбому.
Трек-лист
1 «Arrivano Gli Uomini» — 3:50
2 «Ti Lascio Vivere» — 4:35
3 «Scusami (Please) Stay A Little Longer» — 5:59